# Cala Ferrera
Cala Ferrera és una cala de Cala d'Or situada al sud-est de l'illa de Mallorca, entre el Caló dels Corrals i Cala Serena, ja dins el terme de Felanitx.
Es troba al final d'una gran entrada d'aigua dins la costa, entre la Punta Grossa i la Punta del Faralló, que més endins es bifurca i forma dues cales: Cala Serena i Cala Ferrera, la més gran. Al punt on la cala dona pas a la mar oberta s'hi troba un illot, el Faralló de Cala Ferrera. Tot l'entorn de la cala es troba totalment urbanitzat, però els xalets resten parcialment amagats gràcies als pins que s'hi conserven.